# Ferranti (azienda)

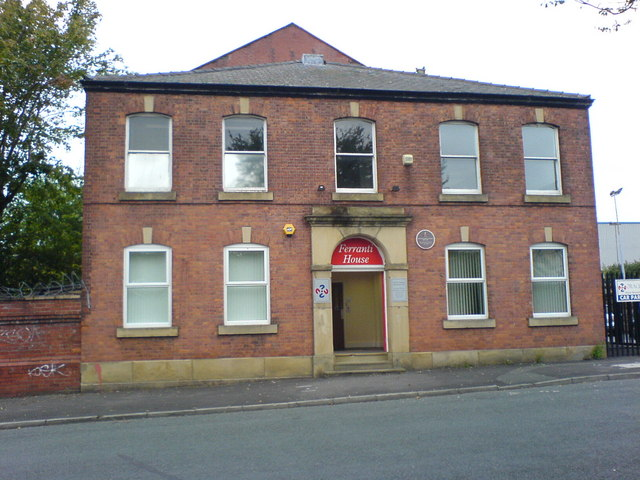
Ferranti House, la sede dal 1896 di Ferranti a Hollinwood (in seguito occupata da un'altra società)

Ferranti, o Ferranti International plc, è stata una società britannica produttrice di macchine elettriche, componenti elettronici e semiconduttori che ha operato dalla fine del XIX secolo fino al 1993. Ferranti è nota per aver prodotto il primo computer commerciale della storia, il Ferranti Mark 1.

## Storia

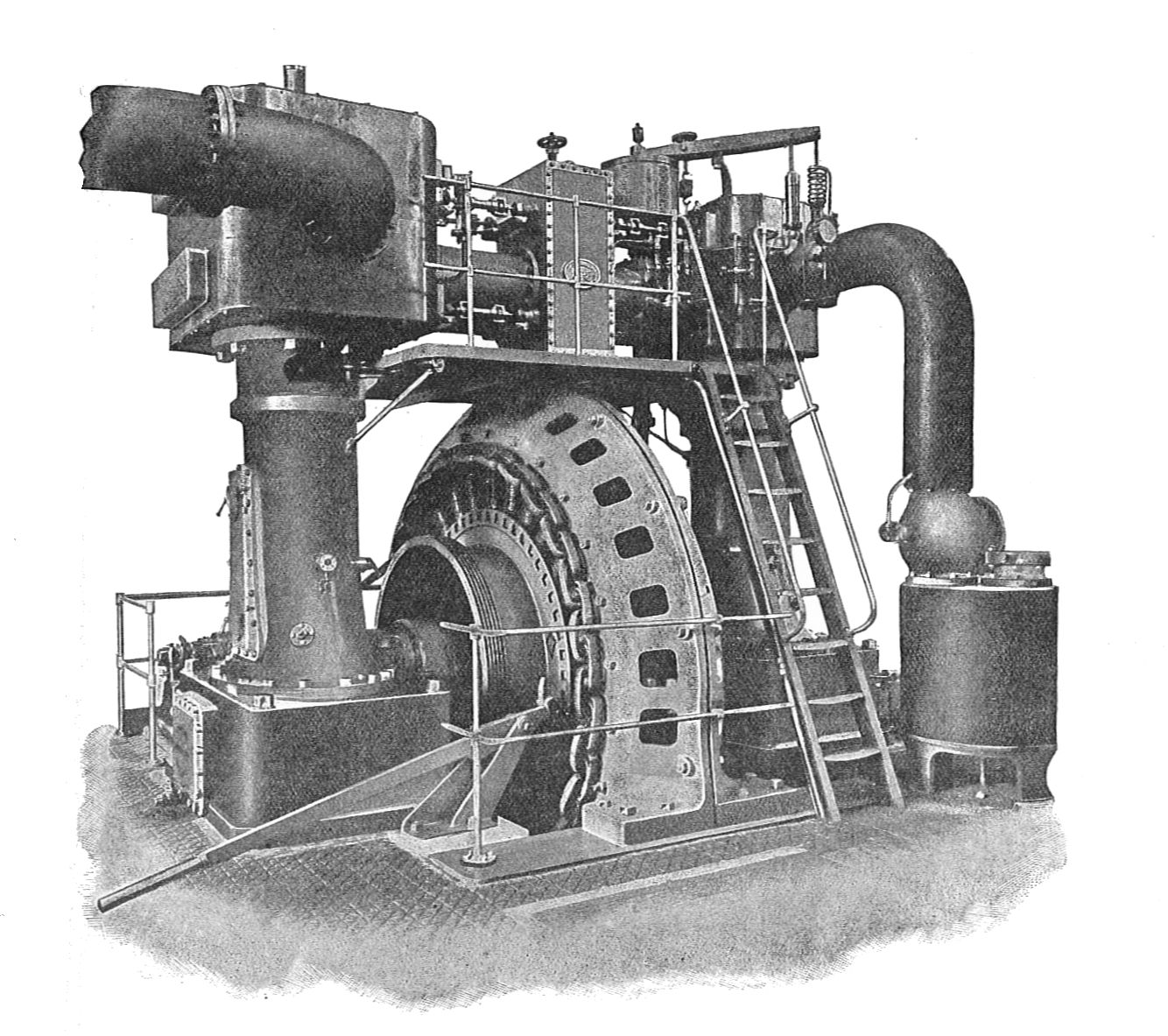
Turbina a vapore di Ferranti (ca. 1900)

Nel 1882 Sebastian Ziani de Ferranti, un ingegnere elettrico di origini italiane che nella guerra delle correnti si era schierato a favore della corrente alternata, fondò con William Thomson  (il futuro Lord Kelvin) la Ferranti, Thompson and Ince Ltd per produrre dei generatori di corrente alternata. La società fu sciolta nel 1883 e, sempre in quell'anno, de Ferranti fondò con Robert Hammond la Ferranti Hammond Electric Light Co., che restò in attività per due anni.
Nel 1885 Sebastian de Ferranti fondò con Francis Ince e Charles Spark la S.Z. de Ferranti, riorganizzata come Società a responsabilità limitata nel 1889 con il nome di S.Z. de Ferranti Limited. Uno dei prodotti di punta della neonata società fu un contatore elettrico per la misura dell'energia elettrica consumata, che la Ferranti Limited fornì a diverse compagnie elettriche.
Nel 1887 la London Electric Supply Corporation (LESCo) assunse Sebastian de Ferranti per progettare una centrale di produzione di energia elettrica a Deptford. Completata nel 1890, fu la prima centrale moderna di produzione di energia elettrica realizzata al mondo. Grazie alla notorietà guadagnata con questo progetto, la Ferranti iniziò a vendere i propri prodotti anche a terzi e ben presto il volume di affari aumentò al punto che dovette cercare una sede più grande: visti i prezzi degli immobili a Londra, dove all'epoca aveva la propria sede, la società decise nel 1896 il trasferimento a Hollinwood, una frazione di Oldham, città nei pressi di Manchester.
Nel 1901 fu creata la Ferranti Limited (Ferranti Ltd.) che assorbì completamente la S.Z. de Ferranti. Nel 1903 Ferranti Ltd. incontrò i primi problemi finanziari che la portarono nel 1905 ad un riassetto della società.

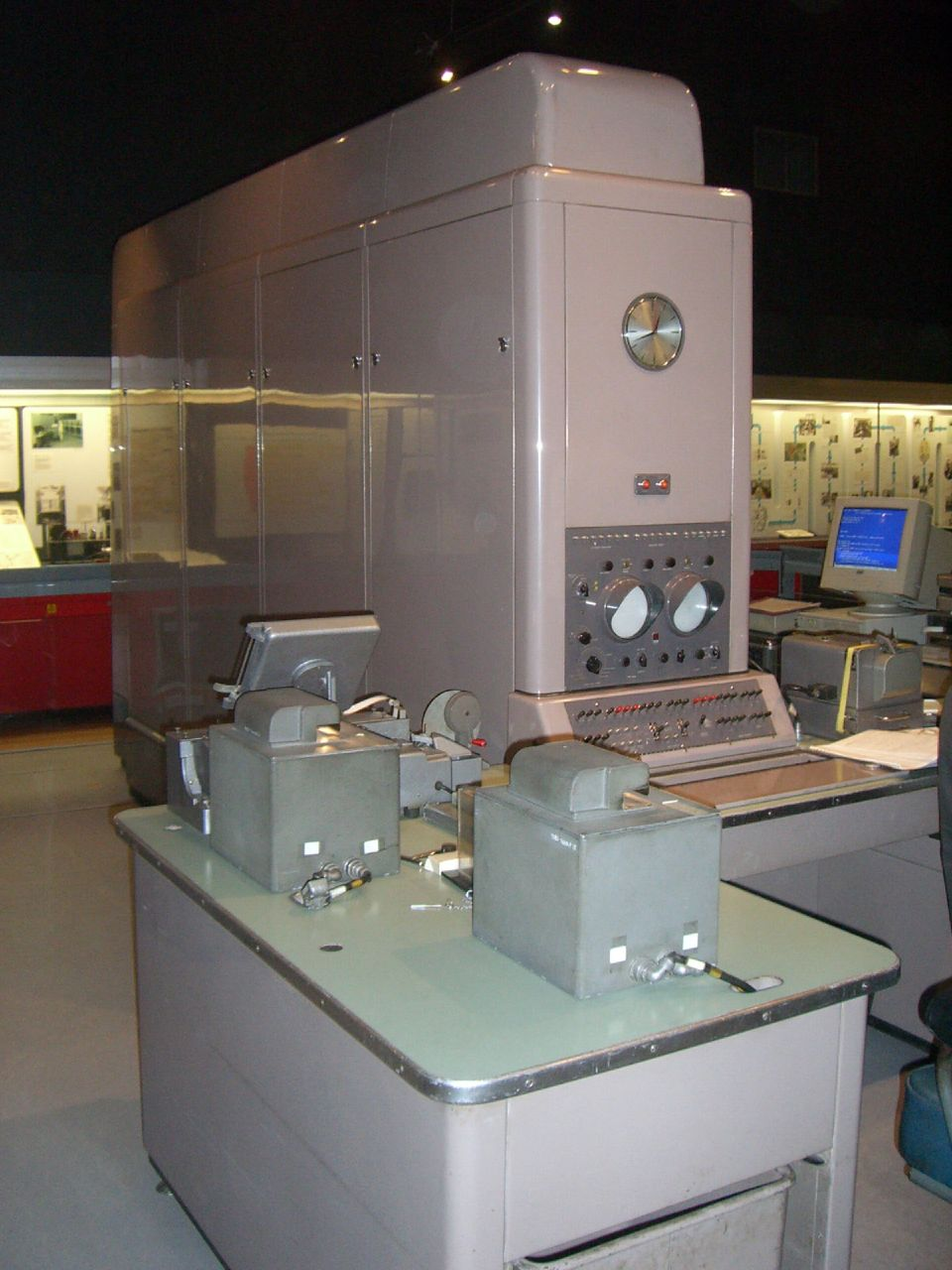
Ferranti Pegasus

Nei primi decenni del XX secolo la società continuò la produzione di materiale elettrico industriale, principalmente turbine e generatori di corrente. Negli anni quaranta Ferranti fornì diversi sistemi elettronici di difesa all'esercito britannico durante la seconda guerra mondiale, tra cui sistemi radar e di "identificazione amico o nemico" elettronici. Terminata la guerra, Ferranti continuò lo sviluppo di sistemi elettronici per l'aviazione militare ma anche per quella civile come radar e sistemi di calcolo della posizione. Alla fine degli anni '40 la società strinse rapporti di collaborazione con diverse università per sviluppare dei computer. Il primo prodotto fu il Ferranti Mark 1, completato nel 1951, a cui seguì nel 1956 il Pegasus, un computer a valvole. Sempre nel 1956, Ivan Idelson, di Ferranti, creò il sistema di codifica dei caratteri Cluff-Foster-Idelson che successivamente divenne l'ASCII. Nel 1957 presentò il Ferranti Mercury, con una memoria a ferrite al posto delle valvole e destinato al commercio.
Inoltre nel 1951, fu costruito il Nimrod (uno dei primi computer progettati in modo tale da poterci giocare) per il Festival of Britain dello stesso anno.
Negli anni sessanta Ferranti iniziò la produzione di apparati sonar e dispositivi basati sulla tecnologia LASER nonché produsse anche i computer Atlas (1962) e Titan (1963). Negli anni settanta si dedicò anche ai sistemi di navigazione inerziale. I sistemi di Ferranti furono utilizzati sull'Eurofighter Typhoon, sul Panavia Tornado, sui vettori Ariane 4 e Ariane 5.
All'inizio degli anni ottanta la divisione semiconduttori di Ferranti produsse alcuni dei primi Gate array, l'ULA (uncommitted logic array), utilizzato nei computer Sinclair ZX81 e ZX Spectrum, Acorn Electron e BBC Micro.
Alla fine degli anni '80 Ferranti aveva espanso i suoi interessi anche al settore delle telecomunicazioni, con sistemi di comunicazione a microonde, ed a quello della produzione di pompe per impianti di distribuzione dei carburanti.

## Declino
Nel 1987 Ferranti acquisì International Signal and Control (ISC), una società statunitense dedita alla produzione e vendita di sistemi militari di difesa. Dopo l'acquisizione Ferranti fu ridenominata in Ferranti International plc. ed i vari settori commerciali ridistribuiti alle aziende del gruppo. Ferranti ignorava però che i profitti di ISC derivavano dalle vendite di armi ad organizzazioni clandestine, fatturando quindi la maggior parte dei propri utili in maniera illegale. Con l'acquisizione da parte di Ferranti queste vendite cessarono immediatamente e con esse anche i profitti. Al calo del fatturato si aggiunsero anche le inchieste di Gran Bretagna (1989) e Stati Uniti d'America (1991) condotte nei confronti di ISC e dei traffici illeciti condotti dai suoi dirigenti. Nel 1991 James Guerin, fondatore di ISC e co-amministratore della nuova società, si dichiarò l'unico colpevole delle accuse, spostando il procedimento penale contro di lui e facendo cadere le accuse contro Ferranti.
A causa di questi problemi finanziari e legali Ferranti dichiarò la bancarotta nel 1993.